# Eurycea waterlooensis
Eurycea waterlooensis é uma espécie de salamandra da família Plethodontidae.
É endémica dos Estados Unidos da América.
Os seus habitats naturais são: nascentes de água doce e sistemas cársticos.